# رود وحشی (فیلم ۱۹۹۴)
رود وحشی (انگلیسی: The River Wild) یک فیلم در ژانر مهیج، اکشن، ماجراجویی، جنایی، و درام به کارگردانی کرتیس هنسن است که در سال ۱۹۹۴ منتشر شد.

## بازیگران
- مریل استریپ
- کوین بیکن
- دیوید استراترن
- بنجامین برت
- جان سی ریلی
- جوزف مازلو
- دایان دلانو
- الیزابت هافمن
- گلن مورشور